# Sint-Antoniuskerk van Paduakerk (Lebeke)

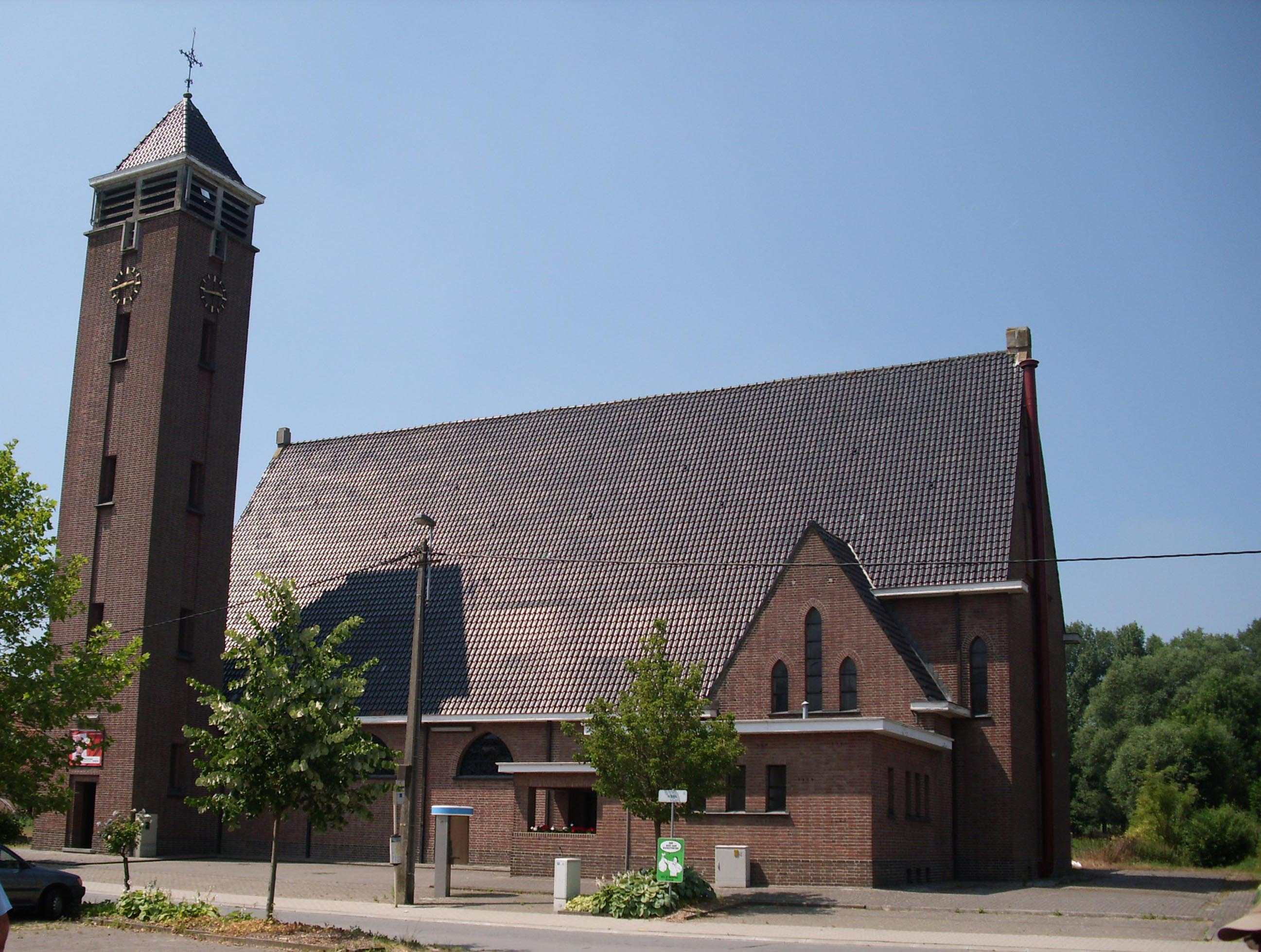
Sint-Antonius van Paduakerk

De Sint-Antonius van Paduakerk is de parochiekerk van de tot de Oost-Vlaamse gemeente Ninove behorende plaats Lebeke, gelegen aan de Kerkstraat.
De parochie van Lebeke werd gesticht in 1914. Men kerkte aanvankelijk in een houten noodkerk. In 1941-1945 werd een definitieve kerk gebouwd naar ontwerp van Roger Cassiman.
Het betreft een bakstenen kerkgebouw onder zadeldak met naastgebouwde toren. De kerk werd uitgevoerd in art decostijl.